# Джек Кірбі
Джек Кірбі (англ. Jack Kirby) (28 серпня 1917 — 6 лютого 1994) — американський письменник, художник та редактор коміксів. Брав участь у створенні таких персонажів, як Капітан Америка, Халк, Фантастична четвірка, Люди Ікс та інших. Постійний співавтор Стена Лі. Джек Кірбі широко визнаний, як один з найвпливовіших, розпізнаваних, і плідних художників у жанрі коміксів.

## Біографія
Джек Кірбі, справжнє імʼя якого Джейкоб Куртцберг, народився 28 серпня 1917 року. Його батьки, Розмарі та Бенджамін були австрійськими євреями, іммігрували з на той час Австро-Угорщини. Переїхавши до США, сім'я оселилася в будинку на Саффолк-стріт, Нижній Іст-Сайд у Нью-Йорку. Батько заробляв на життя працюючи кравцем на швейній фабриці. У молодості Кірбі мріяв утекти зі свого району. Йому подобалося малювати, і він шукав місць де міг би дізнатися більше про мистецтво. Educational Alliance відмовили йому в навчанні, оскільки, за словами Кірбі, він «занадто швидко малював вугіллям».
У 14 років Кірбі вступив до Інституту Пратта в Брукліні, який залишив через тиждень. «Я був не тим студентом, якого шукав Пратт. Їм потрібні були люди, які б працювали над чимось вічно. Я не хотів вічно працювати над жодним проектом. Я мав намір довести справу до кінця». Пізніше він знайшов вихід для своїх навичок, малюючи карикатури для газети Boys Brotherhood Republic, «мініатюрного міста» на Східній 3-й вулиці, де вуличні діти мали власний уряд. 
По-суті самоук, Кірбі згодом зазначав, що на нього серед художників коміксів мали вплив такі митці як Мілтон Каніфф, Гел Фостер та Алекс Реймонд, а також таких редакційні карикатуристи, як от Ч. Х. Сайкс, «Дінг» Дарлінг і Роллін Кірбі.
На початку 1940-х років Кірбі та його родина переїхали до Брукліна. Там Кірбі познайомився з Розаліндою «Роз» Голдштейн, яка жила в тому ж будинку. Незабаром після цього пара почала зустрічатися. Кірбі зробив пропозицію Голдстайн на її 18-й день народження, і вони заручилися. Вони одружилися 23 травня 1942 року. У пари було четверо спільних дітей: Сьюзен (народилася 6 грудня 1945 року), Ніл (народився в травні 1948 року), Барбара (народилася в листопаді 1952 року) і Ліза (народилася у вересні 1960 року). 
Кірбі призвали до війська за часів Другої Світової Війни, після чого він опинився в Європі. Звідти Джек регулярно листувався зі своєю дружиною через V-mail — військовою поштовою системою американців для солдатів за кордоном, а Роз надсилала щоденні листи, на той час вона працювала в магазині нижньої білизни та жила з матір’ю.
Взимку 1944 року Кірбі отримав сильне обмороження і був доставлений до лікарні в Лондоні для відновлення. Лікарі розглядали можливість ампутації ніг Кірбі, які почорніли, але зрештою він одужав і зміг знову ходити. Він повернувся до Сполучених Штатів у січні 1945 року, був направлений до табору Батнер у Північній Кароліні, де провів останні шість місяців своєї служби в складі автопарку. Кірбі був з почестями звільнений рядовим першого класу 20 липня 1945 року, отримавши нагрудний знак бойового піхотинця, медаль Європейської/Африканської/Близькосхідної кампанії з бронзовою бойовою зіркою.
У 1949 році Кірбі купив будинок для своєї сім'ї в Мінеолі, штат Нью-Йорк, на Лонг-Айленді. Це місте стане сімейним домом протягом наступних 20 років, а Кірбі працюватиме у студії підвалу всього 10 футів (3,0 м) завширшки, яку родина жартівливо називала «Підземелля» (dungeon, англ.). Врешті Кірбі перевіз сім'ю до Південної Каліфорнії на початку 1969 року, щоб жити в більш сухому кліматі заради здоров'я доньки Лізи, а також щоб бути ближче до голлівудських студій, які, на думку Кірбі, могли б забезпечити роботою.
В інтерв'ю онука Кірбі Джилліан Кірбі сказала, що Кірбі був «ліберальним демократом». Кірбі дотримувався антикомуністичних поглядів, одного разу сказавши: «Я був проти червоних. Я став мисливцем на відьом. Моїми ворогами були комуністи — я називав їх комуністами. Насправді Granny Goodness була комуністкою, Doubleheader був комуністом».
6 лютого 1994 року у віці 76 років Кірбі помер від серцевої недостатності у своєму будинку в Таузенд-Оакс, Каліфорнія. Його поховали в меморіальному парку Веллі-Оукс у Вестлейк-Віллідж, Каліфорнія.

## Творчість
У 1940-х роках Кірбі та Джо Саймон створили для Timely Comics такого канонічного героя, як Капітан Америка.
У 1960-х роках Джек спільно зі Стен Лі створює для Marvel Comics таких персонажів, як Халк, Фантастична четвірка і Люди Ікс.
У 1970 році скривджений на компанію Кірбі йде до конкурента — DC Comics. Тут уже відомий і успішний автор пише та малює трилогію «Четвертого Світу», що включає серії «Містер Чудо», «Вічні Люди» та «Нові Боги».
Також він працював над серіями «OMAC», «Kamandi», «The Demon», «Kobra» та деякими іншими, що сьогодні також вважаються канонічними.

## Нагороди та почесні звання
- 1963 — Краща коротка розповідь — «Людина-Смолоскип і капітан Америка», Стен Лі і Джека Кірбі.

- 1964 — Найкращий Роман — «Капітан Америка приєднується до Месників», Стена Лі та Джека Кірбі з Месників.

- 1964 — Найкраща нова книга — «Капітан Америка», Стена Лі та Джека Кірбі у Tales of Suspense
- 1965 — найкраща розповідь — «Походження Червоного Черепа», Стена Лі та Джека Кірбі.
- 1966 — Найкраща Професійна робота — «Сказання Асгарда» Стена Лі та Джека Кірбі, Тор
- 1968 — Найкраща професійна робота — «Tales of the Inhumans», Стена Лі та Джека Кірбі, випуск із серії Тор
- 1968 — Найкраща професійна робота, Зал слави — Фантастична четвірка, Стена Лі та Джека Кірбі; Нік Фьюрі, Агент S. H. I. E. l. D., Джим Стеранко

Кірбі виграв премію Shazam за особливі особисті досягнення у 1971 році за його «Четвертий світ». На його честь названо премію за досягнення в коміксах (The Jack Kirby Awards). Його праця також була удостоєна посмертно у 1998 році Премією Харві та Премією Айснера.